# Epping (Essex)
Epping è un paese di 11 047 abitanti della contea dell'Essex, in Inghilterra.

## Infrastrutture e trasporti

### Trasporti
Ha una stazione aperta nel 1865 e ceduta alla metro londinese nel 1949 sulla Linea Central di cui dal 1994 è un capolinea.

## Amministrazione

### Gemellaggi
- Eppingen, Germania